# Sahg
 (juillet 2023).
Si vous disposez d'ouvrages ou d'articles de référence ou si vous connaissez des sites web de qualité traitant du thème abordé ici, merci de compléter l'article en donnant les références utiles à sa vérifiabilité et en les liant à la section « Notes et références ».
Sahg est un groupe norvégien de metal, formé en 2004. Leur style est assimilable à du Stoner avec des influences issues des premières heures du metal, comme celle du groupe Black Sabbath. Il est composé de 4 membres ayant participé, chacun de leur côté, à différents projets musicaux, pour certains renommés, en Norvège (voir catégorie « Membres »).
Leur premier album Sahg I est sorti en avril 2006 à travers l'Europe, avec un certain nombre de critiques positives. Il atteignit la position 31 des charts norvégiens, et des ventes plus grandes que prévu, ce qui eut pour résultat une certaine sollicitation pour le groupe, et donc plusieurs concerts, notamment en Europe du Nord. Quelques chanceux ont pu voir le groupe en Scandinavie, dans des festivals comme le « Hole in the Sky » à Bergen, Norvège. En septembre 2006, le groupe effectua une tournée de 3 semaines à travers les États-Unis et le Canada, en première partie de Celtic Frost. De retour, le groupe commença à travailler sur son second album, Sahg II, dans la sortie définitive fut finalement annoncée pour le 18 mars 2008. Leur troisième opus, nommé "III", fut publié en 2010. Le groupe sortit en 2013 un 4e album, rompant avec la numérotation pour s'appeler Delusions of Grandeur.

## Discographie
- 2006 : Sahg I
- 2008 : Sahg II
- 2010 : Sahg III
- 2013 : Delusions of Grandeur
- 2016 : Memento Mori

## Membres
- Chant/Guitare rythmique : Olav Iversen (Manngard)
- Guitare : Thomas Tofthagen (Audrey Horne)
- Basse : Tony Vetaas
- Batterie : Thomas Lønnheim

## Anciens membres
- Basse : King Ov Hell (Gorgoroth, I)
- Batterie : Tor

## Liens
- Site officiel : http://www.sahg.no
- Myspace officiel : http://www.myspace.com/sahg